# Yasmine Amar
Yasmine Amar, eigentlich Leila Hacène (* 1936) ist eine algerische Schriftstellerin.
Amar studierte Rechtswissenschaften und war dann im algerischen Gerichtswesen tätig. Sie veröffentlichte Novellen in Zeitschriften. Die Erzählung Die Quelle wurde von Thorgerd Schücker aus dem Französischen ins Deutsche übersetzt.